# پیرایش دگرسان

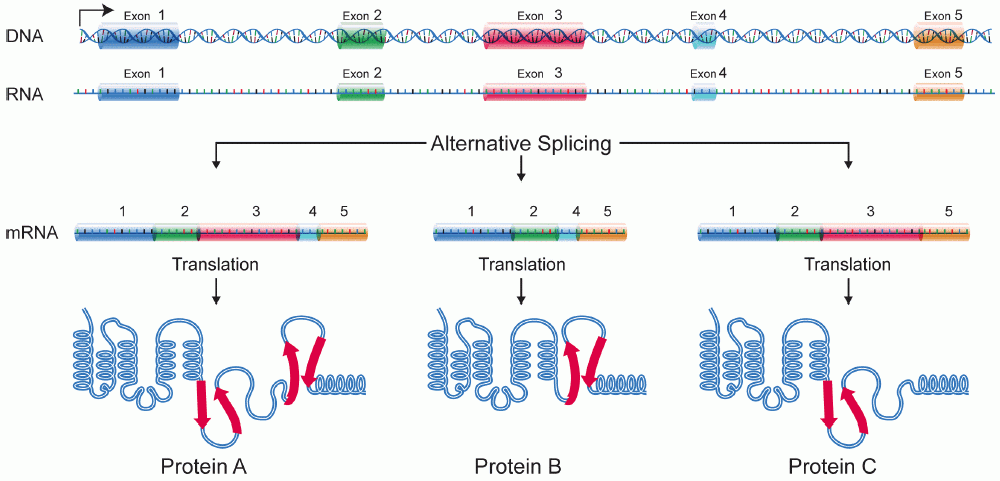
در این تصویر، مشاهده می‌شود که پیرایش دگرسان سبب ایجاد سه ایزوفرم مختلف از پروتئین شده است.

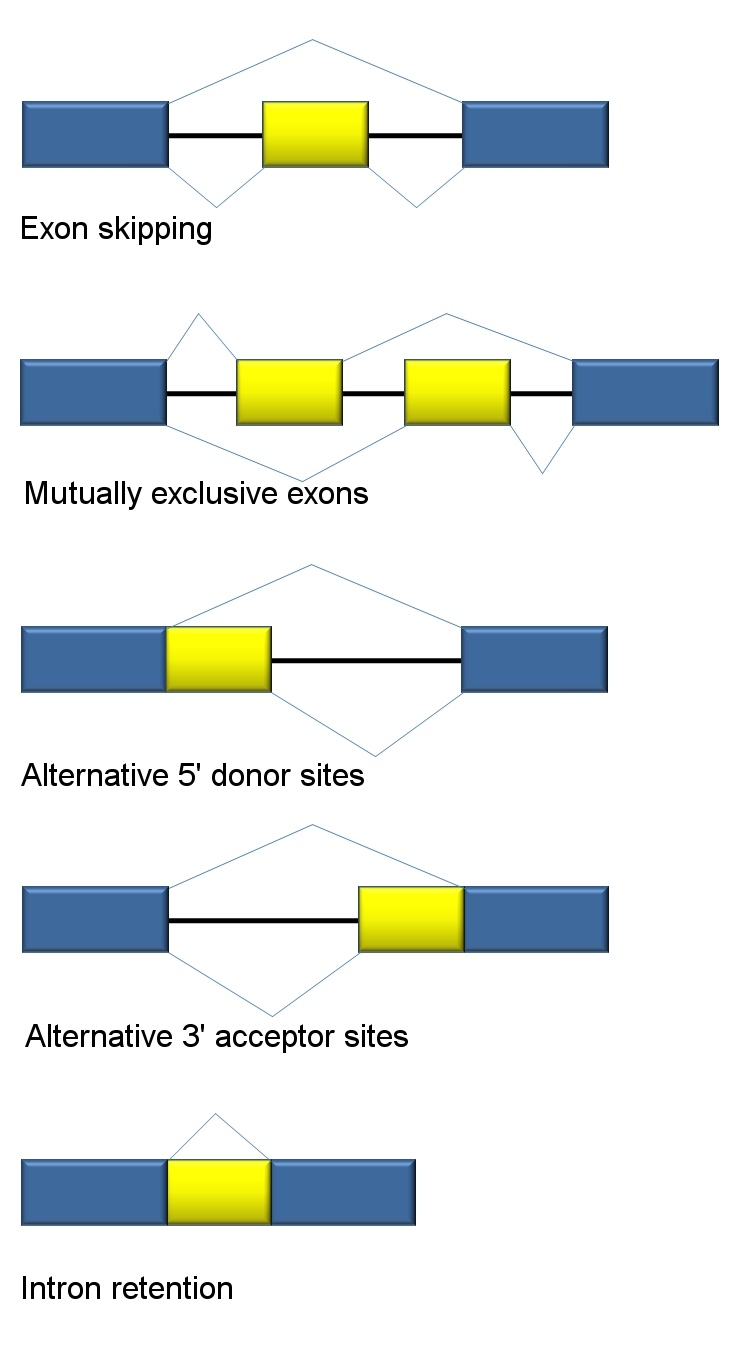
طبقه‌بندی سنتی از انواع فرایندهای پیرایش دگرسان آران‌ای. در این تصویر، اگزون‌ها با رنگ‌های زرد و آبی و اینترون‌ها به‌صورت خط‌هایی مابین آنان نمایش داده شده است.

پیرایش دگرسان (انگلیسی: Alternative splicing) که بدان پیرایش جایگزین، پیرایش متناوب و اتصال جایگزین هم گفته شده‌است، به پیرایش علی‌البدل و جایگزین آران‌ای طی فرایند بیان ژن می‌گویند که به یک ژن واحد، این توانایی را می‌دهد که چندین پروتئین را کُدگذاری کند. در این فرایند، اگزون‌های خاصی از یک ژن ممکن است از نسخهٔ نهایی آران‌ای پیام‌رسان ساخته‌شده از آن ژن، حذف یا به آن اضافه شود. در نتیجه، پروتئین‌های ترجمه‌شده از آران‌ای پیام‌رسانِ پیرایش‌شده، تفاوت‌هایی در توالی آمینو اسیدی و همچنین عملکرد فیزیولوژیک خود خواهند داشت. پیرایش دگرسان به ژنوم انسان این توانایی را می‌دهد که پروتئین‌های بسیار بیشتری از آنچه ۲۰٬۰۰۰ ژن قادرند آن‌ها را بسازند، تولید کنند.
پیرایش دگرسان، یک پدیدهٔ طبیعی در یوکاریوت‌هاست و تأثیر فراوانی بر تنوع زیستی پروتئین‌هایی دارد که قابلیت کُدگذاری از ژنوم را دارند. در انسان در حدود ۹۵٪ از ژن‌های چند-اگزونی دچار پیرایش دگرسان می‌شوند. روش‌های گوناگونی برای پیرایش دگرسان وجود دارد که رایج‌ترین آن پرش/دررفتگی اگزون است. در این حالت، یک بخش خاص از اگزون، تحت شرایط ویژه در ساختمان آران‌ای پیام‌رسان یک بافت خاص باقی مانده و از آران‌ای پیام‌رسان بافت‌های دیگر حذف می‌شود.
تنظیم فرایند تولید آران‌ای پیام‌رسان پیرایش‌شده توسط یک سامانهٔ پروتئین‌های ترانس صورت می‌پذیرد که به جایگاه‌های سیس در «نسخهٔ ژنتیکی اولیه» (primary transcript) متصل می‌شوند. این پروتئین‌ها، شامل «فعال‌کننده‌های اتصال/پیرایش» هستند که استفاده از جایگاه‌های خاصی را افزایش می‌دهند، و «بازدارنده‌های اتصال/پیرایش» که استفاده از جایگاه‌های خاصی را کاهش می‌دهند. سازوکارهای پیرایش به‌شدت متغیر است و پیوسته، نمونه‌های جدیدی از آنها با استفاده از روش‌های ظرفیت بالا (high-throughput techniques) در حال کشف است. پژوهش‌گران امیدوارند توضیح روشنی از سامانه‌های تنظیمی این فرایند پیرایشی ارائه کنند تا شاید بتوان محصولات حاصل از پیرایش دگرسان را از یک ژن به‌خصوص و تحت شرایط خاص، با استفاده از یک «کد پیرایشی/اتصالی» پیش‌بینی کرد.
ناهمدیسی و تغییرات غیرطبیعی پیرایش دگرسان، سبب‌ساز بروز برخی از بیماری‌هاست و بخش بزرگی از اختلالات ژنتیکی انسان، نتیجهٔ گونه‌های متغیر پیرایشی است. به نظر می‌رسد که این گونه‌ها، همچنین در بروز سرطان نقش دارند و ژن‌های عامل پیرایشی در انواع مختلف سرطان دچار جهش می‌شوند.
پدیدهٔ پیرایش دگرسان نخستین بار در سال ۱۹۷۷ میلادی مشاهده و مورد توجه واقع شد. در سال ۱۹۸۱ میلادی، نخستین نمونه از پیرایش دگرسانِ رونویسی ژنتیکی در یک ژن درون‌زاد توصیف شد و پژوهش‌گران کشف کردند که ژن کدکنندهٔ هورمون کلسی‌تونین غده تیروئید در سلول‌های پستانداران دچار پیرایش دگرسان می‌شود. در اوائل دههٔ ۱۹۸۰ میلادی، نمونه‌های دیگری از این پدیده در رونویسی ژن‌های ایمنوگلوبولینِ پستانداران کشف شد.